# Susanne Kellermann

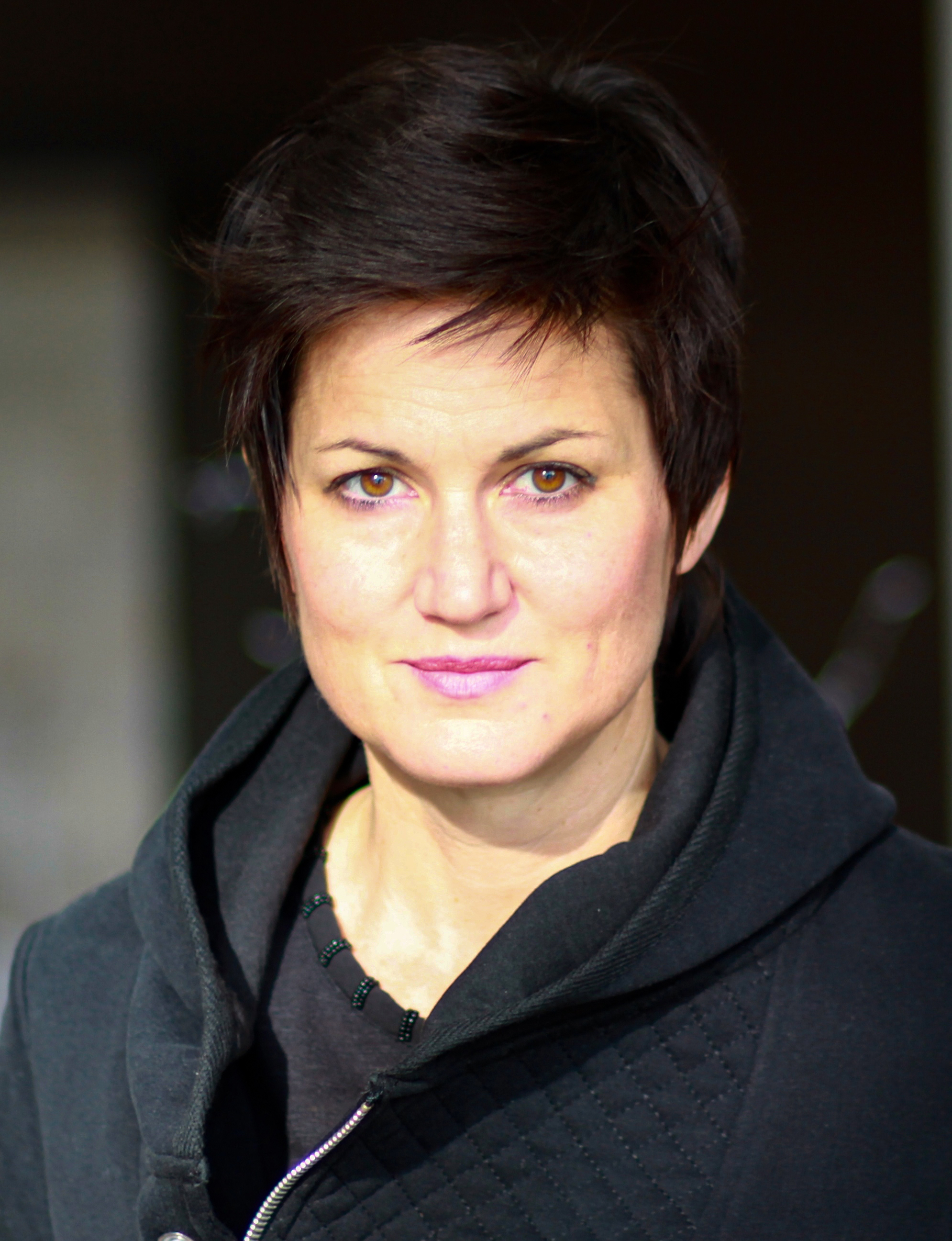
Susanne Kellermann (2015)

Susanne Kellermann (* 19. April 1974 in Landshut) ist eine deutsche Kamerafrau, Regisseurin, Produzentin und Schauspielerin.

## Leben

### Herkunft und Ausbildung
Susanne Kellermann wurde in Landshut geboren und machte Abitur am Hans-Carossa-Gymnasium Landshut. Ihr Urgroßonkel ist der Schriftsteller Bernhard Kellermann. Im Alter von 18 Jahren erhielt sie zusammen mit einem Team von Freunden den Bayerischen Jugendfilmpreis des Instituts Jugend Film Fernsehen für die Dokumentation Tinnitus – Auf der Suche nach der verlorenen Stille. Als Pianistin wirkte sie bereits in der Schulzeit bei Konzertauftritten mit, u. a. im Theaterstück Der kaukasische Kreidekreis von Bertolt Brecht, bei dem sie die musikalische Gesamtleitung hatte.

### Film und Fernsehen
Nach dem Abitur gelang Susanne Kellermann der Einstieg ins professionelle Filmgeschäft. Als Kameraassistentin drehte sie rund 50 Spielfilme. Parallel dazu führte sie bereits die Kamera in mehreren Kurzfilmen. Der Kinderfilm Merle war seit 2002 auf über 15 nationalen und internationalen Kurzfilmfestivals zu sehen, wurde mehrfach auf arte, im Bayerischen Rundfunk und im KiKa ausgestrahlt und erhielt den Nachwuchspreis beim Deutschen Kinderfilmfestival Goldener Spatz 2003. Für den Kurzfilm Blut komponierte sie neben ihrer Kameraarbeit die Klaviermusik und spielte in alter Stummfilm-Manier live
zum Film. Im Alter von 26 Jahren wurde sie als jüngste(r) Director of Photography aller Zeiten in den Bundesverband Kamera bvk aufgenommen. Sie drehte u. a. die Weißblauen Wintergeschichten, Kleine Rache und Einmal zuviel unter der Regie von Peter Weck sowie die Rosenheim-Cops.
Im Alter von 28 Jahren absolvierte sie in Wien eine Schauspielausbildung, die sie mit dem Diplom als staatlich anerkannte Bühnenschauspielerin der paritätischen Prüfungskommission des Österreichischen Theaterverbandes erfolgreich abschloss. Sie erhielt eine Episodenhauptrolle in der Serie Die Rosenheim-Cops und mehrere Nebenrollen in TV-Filmen. Den Kurzfilm Drunter sind wir alle nackt produzierte sie und spielte darin die Hauptrolle. Der Film lief auf 10 nationalen und internationalen Filmfestivals und erhielt u. a. den Prix 2nd des Festival Européen du Film Court in Brest. Er wurde auf ARTE, BR und SWR ausgestrahlt. 2009 entstand unter ihrer Regie und Kameraführung der Film Puppenspiel, der 2010 von der FBW mit dem Prädikat „besonders wertvoll“ ausgezeichnet wurde und beim European Independent Film Festival in Paris 2011 den „Grand Prix“ für die „Beste Regie“ und beim Canada International Film Festival den „Royal Reel Award“ erhielt.
2011 drehte sie ebenfalls als Produzentin, Kamerafrau und Regisseurin den Film Die Zeit dazwischen. Der Film wurde in der ARD-Themenwoche „Wie wir sterben wollen“ ausgestrahlt, erhielt das Prädikat „besonders wertvoll“ der Deutschen Film- und Medienbewertung FBW und wurde dort zum Film des Monats Oktober 2011 gewählt. Zudem wurde der Film mit dem Karl-Buchrucker-Preis der Inneren Mission München gewürdigt. Im selben Jahr drehte sie den 90-minütigen TV-Spielfilm Alles außer Liebe mit Gila von Weitershausen als Kamerafrau.

### Privates
Susanne Kellermann hat eine Tochter (* 2011) mit Fritz Wepper, mit dem sie von 2009 bis 2012 liiert und von 2019 bis zu seinem Tod 2024 verheiratet war.

## Sonstiges
Susanne Kellermann besitzt eine klassische Klavierausbildung, die sie bei einem Lehrer und Kapellmeister der „Alten Wiener Schule“ absolvierte.

## Filmografie

### Als Regisseurin
- 2004: Mrs Smith
- 2006: Drunter sind wir alle nackt
- 2008: Keine Garantie
- 2009: Puppenspiel
- 2011: Die Zeit dazwischen

### Als Kamerafrau
- 1995: Blut
- 2000: Weißblaue Wintergeschichten
- 2000: Kleine Rache
- 2001: Flügelfisch
- 2002: Merle
- 2005: Die Rosenheim-Cops
- 2006: Zwei Ärzte sind einer zuviel
- 2008: Kampf bis aufs Skalpell
- 2008: Wer im Glashaus sitzt
- 2009: Der Schatz im Silbersee
- 2009: Reif für die Insel
- 2009: Puppenspiel
- 2008: Die Sennerin
- 2008: Forsthaus Falkenau (Tierszenen)
- 2011: Alles außer Liebe
- 2011: Die Zeit dazwischen

### Als Schauspielerin
- 2004: Mrs Smith
- 2005: Das Blaue vom Himmel
- 2005: Die Rosenheim-Cops
- 2006: Inga Lindström – Die Frau am Leuchtturm
- 2007: Zwei Ärzte sind einer zuviel
- 2007: Die Rosenkönigin
- 2007: Drunter sind wir alle nackt
- 2008: Auf der Suche nach dem Glück
- 2009: Keine Garantie

### Als Produzentin
- 2006: Drunter sind wir alle nackt
- 2009: Puppenspiel
- 2011: Die Zeit dazwischen

## Auszeichnungen
- 2006: Prix 2nd 22 Festival Européen du Film Court de Brest 2007, Philipp Stölzl-Spezialpreis Ursty, Salzburg film:riss Filmpreis und 1. Preis Junges Kino Landshuter Kurzfilmfestival 2008 für Drunter sind wir alle nackt
- 2009: Prädikat „besonders wertvoll“ FBW,  „Beste Regie“ European Ind. Film Festival Paris 2011 und „Best Short Film“ Canada International Film Festival 2011 für Puppenspiel
- 2011: Prädikat „besonders wertvoll“ FBW und Karl-Buchrucker-Preis 2012 für Die Zeit Dazwischen